# Benuza
Benuza – gmina w Hiszpanii, w prowincji León, w Kastylii i León, o powierzchni 172,9 km². W 2011 roku gmina liczyła 549 mieszkańców.